# Габах
Габах (нім. Habach) — громада в Німеччині, розташована в землі Баварія. Підпорядковується адміністративному округу Верхня Баварія. Входить до складу району Вайльгайм-Шонгау. Центр об'єднання громад Габах.
Площа — 12,15 км2. Населення становить 1177 ос. (станом на 31 грудня 2020).